# Constanzana
Constanzana ist ein zentralspanischer Ort und eine Gemeinde (Municipio) mit 99 Einwohnern (Stand: 2024) in der Provinz Ávila in der Autonomen Region Kastilien-León. 

## Lage und Klima
Constanzana liegt auf der Südseite der Sierra de Gredos in der Provinz Ávila in einer Höhe von ca. 890 m. 
Die Entfernung nach Ávila beträgt knapp 38 km (Fahrtstrecke) in südsüdöstlicher Richtung. Das Klima ist gemäßigt bis warm; der Regen (ca. 447 mm/Jahr) fällt mit Ausnahme der trockenen Sommermonate übers Jahr verteilt.

## Bevölkerungsentwicklung
| Jahr      | 1970 | 1981 | 1991 | 2001 | 2011 | 2021 |
| Einwohner | 277  | 244  | 222  | 171  | 123  | 107  |

## Sehenswürdigkeiten

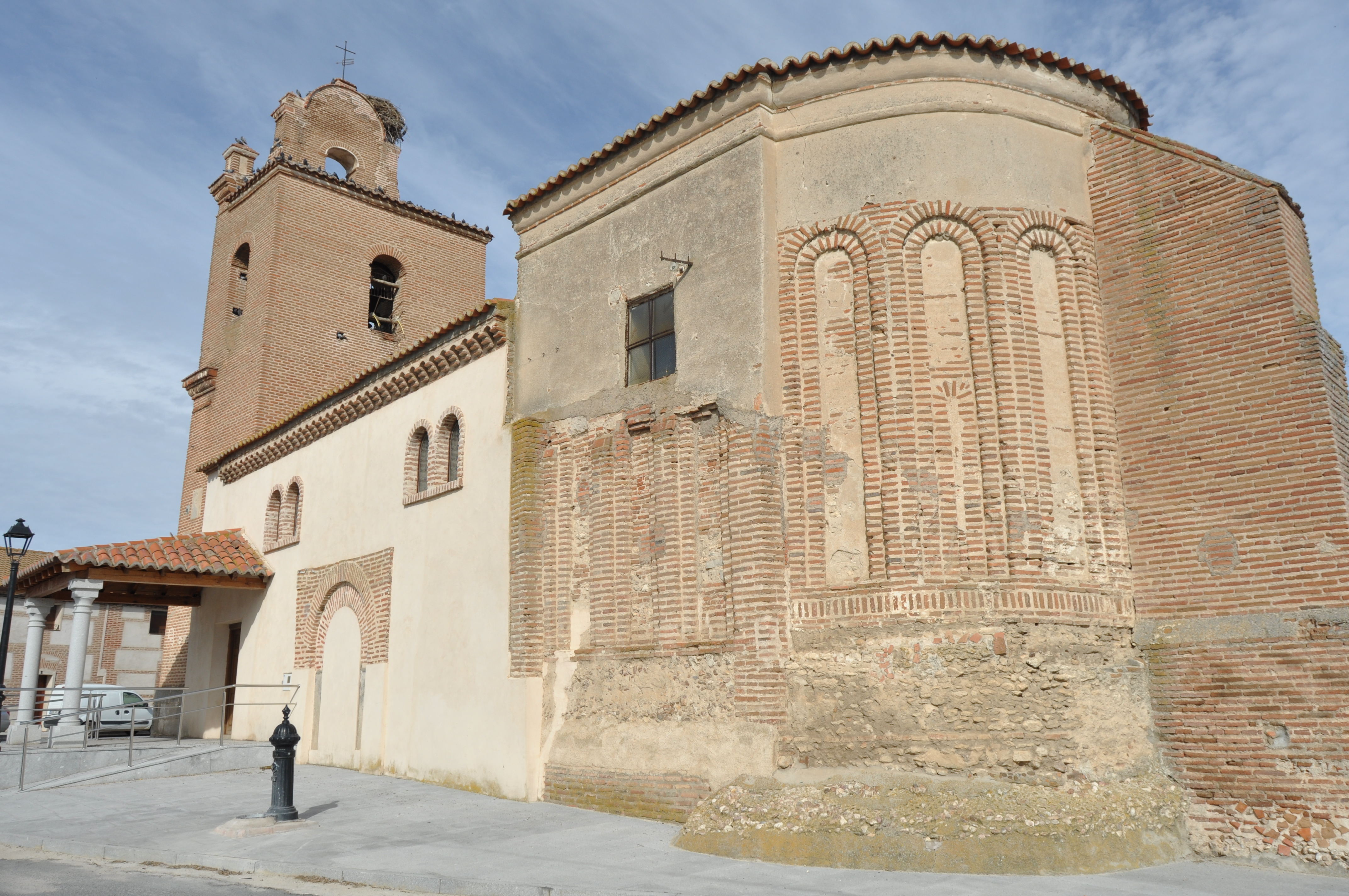
Martinskirche

- Martinskirche